# Park Czeluskińców
Park Czeluskińców (biał. Парк Чалюскінцаў) – park kultury i wypoczynku w Mińsku, utworzony na terenie lasu Wańkowiczów, nazwany imieniem Czeluskińców. Powierzchnia parku wynosi 78 hektarów, z czego część zajmują atrakcje dla dzieci. W pobliżu parku znajduje się kolejka dziecięca, ogród botaniczny oraz stacja metra Park Czeluskińców. Utworzony został na terenie lasu Komarowskiego, gdzie w latach 1919-1941 sowieci dokonywali masowych egzekucji. Według archeologa Zianona Pazniaka to drugie co do wielkości, po Kuropatach, miejsce masowych komunistycznych represji w Mińsku. Nie wyklucza on, że w parku Czeluskińców mogą spoczywać polscy oficerowie rozstrzelani przez NKWD z tzw. Białoruskiej Listy Katyńskiej.

## Historia
Wcześniej w miejscu parku znajdował się leśny masyw, który nazywano lasem Komarowskim (od przedmieścia Komarówka) lub lasem Wańkowicza, stąd pierwotnie planowano nazwać go Parkiem Komarowskim. Ziemia wchodziła w skład majątku Ślepianka Wielka, należącego do Radziwiłłów, a od XVIII w. do 1918 r. do rodu Wańkowiczów. Od lat 20. XX w. obszar znalazł się w granicach Mińska. W zachodniej części lasu wzniesiono Akademię Nauk Białorusi.
W 1934 roku park otrzymał obecną nazwę na cześć uczestników radzieckiej wyprawy na parowcu „Czeluskin”, która zakończyła się zatonięciem statku i ewakuacją załogi.

### Miejsce masowych represji

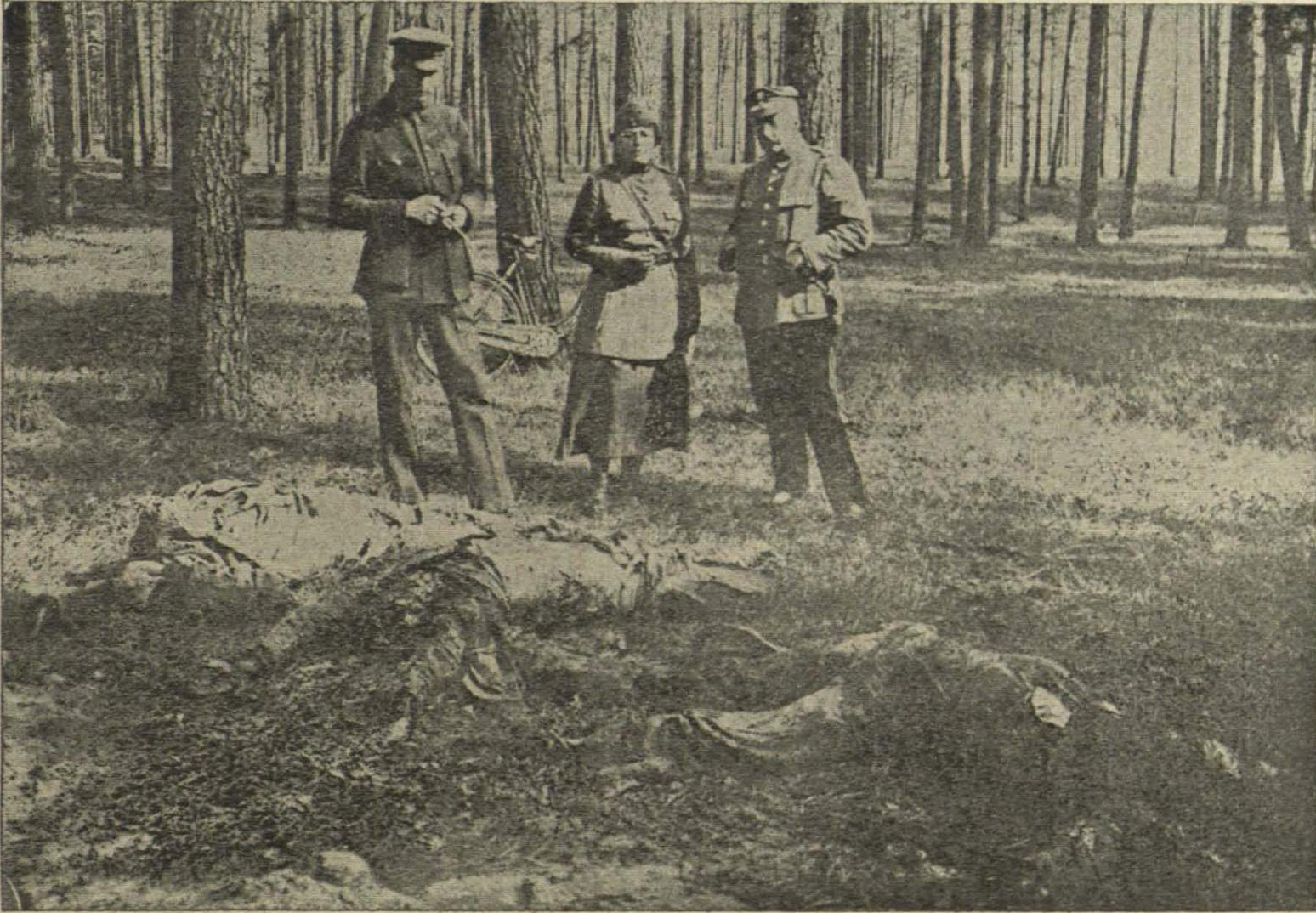
Mieszkańcy mińska zamordowani przez bolszewików w Lesie Wańkowicza w Komarówce, 1919 r.

Według wspomnień białoruskiego pisarza Franciszka Alechnowicza W pazurach GPU w Komarowskim lesie odbywały się egzekucje więźniów więzienia NKWD w Mińsku.
Terytorium dzisiejszego parku przed II wojną światową znajdowało się poza granicami Mińska. Od końca lat 20. XX w. znajdował się tu zamknięty obszar wykorzystywany przez OGPU. Od tego czasu do ataku wojsk niemieckich latem 1941 r. odbywały się tutaj egzekucje i pochówki ofiar stalinowskich represji. Według historyków większość rozstrzelanych tu osób skazano na śmierć zanim na przełomie lat 20. i 30. XX w. miejscem rozstrzeliwań stały się Kuropaty. Dokładna liczba pochowanych tu ofiar prześladowań politycznych nie jest znana, szacuje się, że wynosi kilka tysięcy (od 8-10 tysięcy). W bezpośrednim sąsiedztwie obszaru zamkniętego w latach 1928–1933 utworzono Park Czeluskińców, wykorzystywany jako miejsce wypoczynku. Po 1945 r. zamknięty teren przyłączono do parku. By zatrzeć ślady egzekucji wycięto zarośla, zasypano doły śmierci i wytyczono alejki.

### II wojna światowa
W czasie okupacji niemieckiej na terenie dzisiejszego parku znajdował się obóz jeniecki utworzony przez Wehrmacht, w którym zginęło ponad 10 tysięcy żołnierzy Armii Czerwonej. Ich ciała pogrzebano w zbiorowych bezimiennych mogiłach. 

### Okres powojenny
Po wyzwoleniu Mińska w 1944 r. teren obozu został przyłączony do Parku Czeluskińców. Szczątki osób zabitych podczas okupacji przeniesiono do zbiorowej mogiły znajdującej się w pobliżu zbiorowych mogił utworzonych przez NKWD. W 1955 r. ku czci zamordowanych czerwonoarmistów utworzono memoriał, a mogiły obłożono kamieniami. 
W 1990 roku z inicjatywy Białoruskiego Frontu Ludowego „Odrodzenie”, Towarzystwa „Martyrologium Białorusi” i pisarza Wasila Chomczanki wybudowano kapliczkę poświęconą ofiarom OGPU i NKWD. Dwumetrowy znak pamięci, zaprojektowany przez Uładzimira Slabodczikaua, wykonany jest z drewna, z czteroramiennym krzyżem pośrodku. W 2017 r. podczas wizyty na Białorusi, hołd ofiarom oddał wicemarszałek Sejmu RP Ryszard Terlecki.  
Według historyka Ihara Kuzniacoua w Komarowskim Lesie rozstrzelano wielu Polaków. Z ustaleń historyków wynika, że 57% zamordowanych oskarżono w tzw. sprawach agentów obcych wywiadów, z czego 74% tych agentów zakwalifikowano jako “polskich szpiegów”.

## Opis
W parku rośnie ok. 22 tysiące drzew, jego południowa część różni się znacznie od północnej składem gatunkowym roślinności. Przeważają tu drzewa liściaste. Z drzew iglastych odnotowano tylko modrzew europejski zmieszany z brzozą. Istnieje kilka okazów cedru. Na plantacjach pochodzenia naturalnego w parku dominuje sosna, klon, brzoza brodawkowata. Na całym terytorium wzdłuż głównych alejek sadzi się ozdobne gatunki drzew (kasztan, lipa, klon, brzoza, jarzębina, świerk itp.).

## Galeria

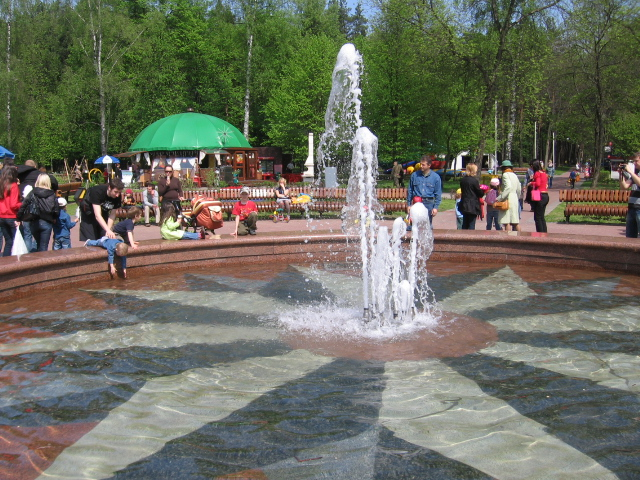
Fontanna
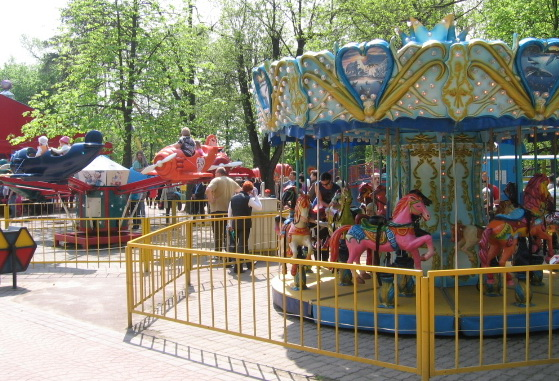
Karuzele dla dzieci
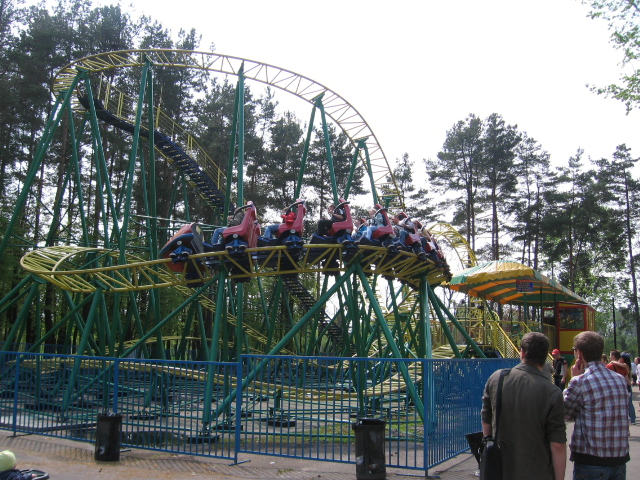
Kolejka "Amerykańskie górki"